# 巴宗库尔
巴宗库尔（法語：Bazoncourt，法語發音：[bazɔ̃kuʁ]；洛林语：Besonco）是法国摩泽尔省的一个市镇，位于该省西部，属于梅斯区。

## 地理
巴宗库尔（49°3'4"N, 6°22'2"E）面积13.21 平方千米，位于法国大東部大區摩泽尔省，该省份为法国东北部内陆省份，是洛林的一部分，西南接默尔特-摩泽尔省，东临下莱茵省，北与卢森堡和德国接壤。
与巴宗库尔接壤的市镇（或旧市镇、城区）包括：勒米、昂塞维尔、迈兹鲁瓦、尼德河畔桑里、塞尔维尼莱拉维尔、维莱-斯通库尔。

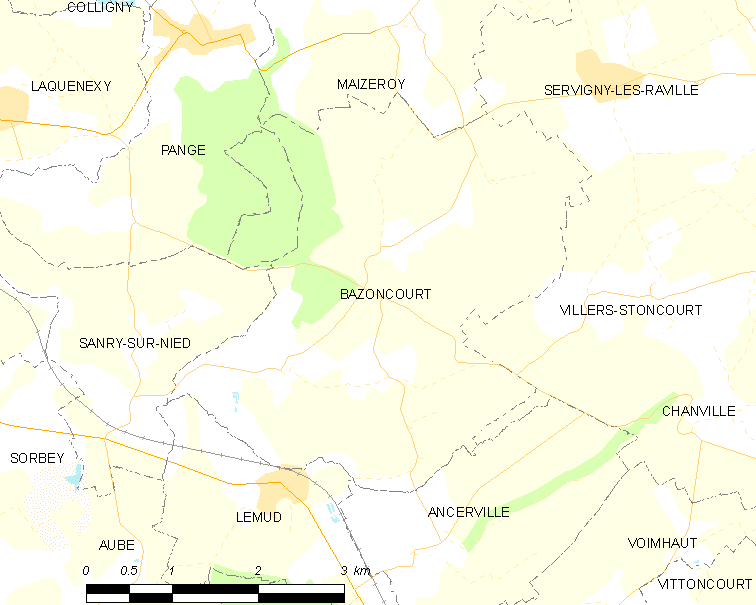
巴宗库尔的OSM定位图

巴宗库尔的时区为UTC+01:00、UTC+02:00（夏令时）。

## 行政
巴宗库尔的邮政编码为57530，INSEE市镇编码为57055。

## 政治
巴宗库尔所属的省级选区为梅斯地区县。

## 人口

1962-2008年间巴宗库尔人口变化图示

巴宗库尔于2022年1月1日时的人口数量为542人。